# 唐汝琪
唐汝琪（英語：Frederic Anthony Donaghy；903年1月13日—1988年2月5日），是天主教美國籍主教及瑪利諾外方傳教會會士。曾任廣西梧州教區主教。（1946年-1983年）

## 生平

### 早年生活
唐汝琪出生於1903年1月13日的美國麻省南部布里斯托縣最大城市新百福。1929年1月27日，唐汝琪在26歲時於紐約瑪利諾總會院晉鐸。同年9月，被派前往中國廣東省嘉應傳教。
在1930年1月至8月期間，在當地學習中文及粵語。1931年7月至1932年8月，擔任嘉應教區聖若瑟小修院教授。1932年9月至1938年8月期間，擔任鬆口天主堂主任司鐸。

### 牧職
1939年，馬奕猷神父卸任梧州宗座監牧區宗座監牧。同年7月20日，正在美國休假的唐汝琪，獲時任教宗庇護十二世任命成為升格後的梧州宗座代牧區宗座代牧，領銜克里特島塞提亞教區主教主教。同年9月21日，在馬薩諸塞州福爾里弗教區福爾里弗聖母升天主教座堂晉牧。同年12月，抵達中國梧州就任。
1942年12月13日，唐主教主禮祝聖澳門教區主教羅若望。
1946年4月11日，聖座在中國設立聖統制，梧州宗座代牧區升格為梧州教區，屬於南寧教省，唐汝琪出任為梧州教區首任正權主教。唐主教任內勤奮傳教，至1949年底梧州教區已有超過3,000人領洗。1950年梧州教區信徒有19,871人。
1949年10月1日，中國共產黨在中國大陸地區建立中華人民共和國，並開始針對天主教進行宗教迫害及打壓，教會已經無法正常功能。1955年6月10日，唐汝琪主教被中國政府驅逐出境，當時已經被虐待至一耳失聰。

### 苗栗總鐸
1956年，唐主教前往台灣苗栗縣，被臺北總教區總主教郭若石任命為苗栗總鐸。1983年，80歲的唐主教獲聖座准許卸任梧州教區主教的職務。
唐主教曾以梧州教區主教身份出席1962年至1965年間舉行的梵蒂岡第二屆大公會議。1975年7月25日，唐主教襄禮祝聖香港教區主教胡振中。
1987年12月，返回美國治療癌症。1988年2月5日，唐汝琪主教因癌症在紐約瑪利諾會聖德利撒靜居會所逝世，享年85歲。同2月11日，唐主教的遺體由美國運回臺灣，安葬在苗栗頭屋鄉聖心修女院之陽。

## 紀念
台灣苗栗縣頭屋鄉的洛雷托聖母之家以唐主教命名為唐汝琪主教靈修中心，以紀念曾經在苗栗地區服務長達30年的已故美籍唐汝琪主教。信徒靈修中心樓高兩層，建坪約170坪，可提供約22人住宿。